# Josef von Lipp
Pour les articles homonymes, voir Lipp (homonymie).
Josef Lipp, à partir de 1848 von Lipp, (né le 24 mars 1795 à Holzhausen et mort le 3 mai 1869 à Rottenburg am Neckar) est un évêque catholique romain de Rottenbourg.

## Biographie
Il étudie la théologie aux universités d'Ellwangen (de) et de Tübingen de 1815 à 1818 et est ordonné prêtre en 1819. En 1825, il enseigne au lycée d'Ehingen (de) et en 1833 il y est nommé recteur. En 1845, il devient doyen et pasteur à Ehingen avec le titre de conseiller. En 1847, il est élu deuxième évêque de Rottenburg et consacré le 19 mars 1848 par Hermann von Vicari avec comme co-consécrateurs André Raess et Nikolaus von Weis (de).
Il n'exerce pas son mandat associé à l'épiscopat dans la chambre des députés de Wurtemberg (de).
Il trouve sa dernière demeure dans la crypte de l'église du cimetière de Sülchen.

## Honneurs
Josef Lipp est fait en 1848 commandeur de l'Ordre de la Couronne de Wurtemberg. Il est également honoré de la Grand-Croix de l'Ordre de Frédéric et de l'Ordre de Notre-Dame de Guadalupe.